# Coupe de la fédération soviétique de football 1986
Navigation
Édition 1987
La Coupe de la fédération soviétique 1986 est la 1re édition de la Coupe de la fédération soviétique de football. Elle se déroule entre le 21 septembre 1986 et le 4 novembre 1986 et ne concerne que les participants à la première division 1986.
La finale se joue le 4 novembre 1986 au stade Républicain de Kichinev et voit la victoire du Dniepr Dniepropetrovsk aux dépens du Zénith Léningrad.

## Format
Les seuls participants à la compétition sont les seize équipes de la première division 1986.
La compétition démarre par une phase de groupes, durant laquelle les participants sont répartis en quatre groupes de quatre où il s'affrontent à une seule fois. À l'issue de ces matchs, les premiers de chaque groupe se qualifie pour la phase finale à l'issue de laquelle le vainqueur de la compétition est désigné.
Durant la phase finale, en cas d'égalité à l'issue du temps réglementaire d'une rencontre, une prolongation est jouée. Si celle-ci ne suffit pas à départager les deux équipes, le vainqueur est désigné à l'issue d'une séance de tirs au but.

## Phase de groupes
L'intégralité de la phase de groupes prend place entre le 21 septembre et le 12 octobre 1986. L'attribution des points suit le barème des championnats soviétiques, une victoire rapportant deux points, un match nul un seul et une défaite aucun.

### Groupe A
| Rang | Équipe            | Pts | J | G | N | P | Bp | Bc | Diff |  | Résultats (▼ dom., ► ext.) | ARA | NEF | DIN | TOR |
| ---- | ----------------- | --- | - | - | - | - | -- | -- | ---- |  | -------------------------- | --- | --- | --- | --- |
| 1    | Ararat Erevan     | 4   | 3 | 2 | 0 | 1 | 5  | 4  | +1   |  | Ararat Erevan              |     |     |     | 2-1 |
| 2    | Neftchi Bakou     | 3   | 3 | 1 | 1 | 1 | 4  | 5  | -1   |  | Neftchi Bakou              | 1-3 |     |     | 2-2 |
| 3    | Dinamo Tbilissi   | 3   | 3 | 1 | 1 | 1 | 2  | 1  | +1   |  | Dinamo Tbilissi            | 2-0 | 0-1 |     |     |
| 4    | Torpedo Koutaïssi | 2   | 3 | 0 | 2 | 1 | 3  | 4  | -1   |  | Torpedo Koutaïssi          |     |     | 0-0 |     |

### Groupe B
| Rang | Équipe          | Pts | J | G | N | P | Bp | Bc | Diff |  | Résultats (▼ dom., ► ext.) | SPA | TOR | KAI | DIN |
| ---- | --------------- | --- | - | - | - | - | -- | -- | ---- |  | -------------------------- | --- | --- | --- | --- |
| 1    | Spartak Moscou  | 5   | 3 | 2 | 1 | 0 | 4  | 1  | +3   |  | Spartak Moscou             |     | 2-0 | 1-0 |     |
| 2    | Torpedo Moscou  | 4   | 3 | 2 | 0 | 1 | 3  | 2  | +1   |  | Torpedo Moscou             |     |     | 1-0 |     |
| 3    | Kaïrat Alma-Ata | 2   | 3 | 1 | 0 | 2 | 2  | 2  | 0    |  | Kaïrat Alma-Ata            |     |     |     | 2-0 |
| 4    | Dinamo Moscou   | 1   | 3 | 0 | 1 | 2 | 1  | 5  | -4   |  | Dinamo Moscou              | 1-1 | 0-2 |     |     |

### Groupe C
| Rang | Équipe                 | Pts | J | G | N | P | Bp | Bc | Diff |  | Résultats (▼ dom., ► ext.) | DNI | TCH | CHA | DIN |
| ---- | ---------------------- | --- | - | - | - | - | -- | -- | ---- |  | -------------------------- | --- | --- | --- | --- |
| 1    | Dniepr Dniepropetrovsk | 5   | 3 | 2 | 1 | 0 | 7  | 2  | +5   |  | Dniepr Dniepropetrovsk     |     | 3-0 | 2-0 |     |
| 2    | Tchernomorets Odessa   | 3   | 3 | 1 | 1 | 1 | 4  | 5  | -1   |  | Tchernomorets Odessa       |     |     |     | 3-1 |
| 3    | Chakhtior Donetsk      | 3   | 3 | 1 | 1 | 1 | 3  | 4  | -1   |  | Chakhtior Donetsk          |     | 1-1 |     |     |
| 4    | Dinamo Kiev            | 1   | 3 | 0 | 1 | 2 | 4  | 7  | -3   |  | Dinamo Kiev                | 2-2 |     | 1-2 |     |

### Groupe D
| Rang | Équipe            | Pts | J | G | N | P | Bp | Bc | Diff |  | Résultats (▼ dom., ► ext.) | ZEN | MET | ŽAL | DIN |
| ---- | ----------------- | --- | - | - | - | - | -- | -- | ---- |  | -------------------------- | --- | --- | --- | --- |
| 1    | Zénith Léningrad  | 4   | 3 | 2 | 0 | 1 | 3  | 1  | +2   |  | Zénith Léningrad           |     | 1-0 |     |     |
| 2    | Metallist Kharkov | 4   | 3 | 2 | 0 | 1 | 8  | 2  | +6   |  | Metallist Kharkov          |     |     | 7-1 | 1-0 |
| 3    | Žalgiris Vilnius  | 3   | 3 | 1 | 1 | 1 | 3  | 8  | -5   |  | Žalgiris Vilnius           | 1-0 |     |     |     |
| 4    | Dinamo Minsk      | 1   | 3 | 0 | 1 | 2 | 1  | 4  | -3   |  | Dinamo Minsk               | 0-2 |     | 1-1 |     |

## Phase finale

### Demi-finales
Les rencontres de ce tour sont jouées les 26 et 27 octobre 1986.
| Date            | Domicile               | Score | Extérieur      |
| --------------- | ---------------------- | ----- | -------------- |
| 26 octobre 1986 | Zénith Léningrad       | 1 - 0 | Ararat Erevan  |
| 27 octobre 1986 | Dniepr Dniepropetrovsk | 4 - 0 | Spartak Moscou |

### Finale
| Titulaires :         |                         |     |
|                      |                         |     |
|                      | Valeri Gorodov (en)     |     |
|                      | Sergueï Bachkirov (en)  |     |
|                      | Ivan Vichnevski         |     |
|                      | Sergueï Poutchkov (en)  |     |
|                      | Oleg Fedioukov (ru)     | 46e |
|                      | Vladimir Bagmout (en)   | 46e |
|                      | Anton Chokh (en)        |     |
|                      | Guennadi Litovtchenko   |     |
|                      | Vladimir Liouty         | 88e |
|                      | Alekseï Tcherednik      |     |
|                      | Oleg Taran (en)         |     |
|                      |                         |     |
| Remplaçants :        |                         |     |
|                      | Youri Gavrilov          | 46e |
|                      | Nikolaï Koudritski (en) | 46e |
|                      | Vassili Stortchak (en)  | 88e |
|                      |                         |     |
| Entraîneur :         |                         |     |
| Vladimir Iemets (ru) |                         |     |

| Titulaires :   |                            |     |
|                |                            |     |
|                | Sergueï Prikhodko (en)     | 46e |
|                | Nikolaï Vorobiov (en)      |     |
|                | Alekseï Stepanov (en)      | 76e |
|                | Guennadi Timofeïev (ru)    |     |
|                | Arkadi Afanassiev (ru)     |     |
|                | Nikolaï Larionov           |     |
|                | Sergueï Kouznetsov (en)    |     |
|                | Aleksandr Kanichtchev (en) |     |
|                | Oleg Salenko               | 76e |
|                | Sergueï Dmitriev           |     |
|                | Dmitri Barannik (en)       |     |
|                |                            |     |
| Remplaçants :  |                            |     |
|                | Sergueï Kopi               | 46e |
|                | Vladimir Klementiev (en)   | 76e |
|                | Boris Tchoukhlov (en)      | 76e |
|                |                            |     |
| Entraîneur :   |                            |     |
| Pavel Sadyrine |                            |     |

| Titulaires :         |                         |     |
|                      |                         |     |
|                      | Valeri Gorodov (en)     |     |
|                      | Sergueï Bachkirov (en)  |     |
|                      | Ivan Vichnevski         |     |
|                      | Sergueï Poutchkov (en)  |     |
|                      | Oleg Fedioukov (ru)     | 46e |
|                      | Vladimir Bagmout (en)   | 46e |
|                      | Anton Chokh (en)        |     |
|                      | Guennadi Litovtchenko   |     |
|                      | Vladimir Liouty         | 88e |
|                      | Alekseï Tcherednik      |     |
|                      | Oleg Taran (en)         |     |
|                      |                         |     |
| Remplaçants :        |                         |     |
|                      | Youri Gavrilov          | 46e |
|                      | Nikolaï Koudritski (en) | 46e |
|                      | Vassili Stortchak (en)  | 88e |
|                      |                         |     |
| Entraîneur :         |                         |     |
| Vladimir Iemets (ru) |                         |     |

| Titulaires :   |                            |     |
|                |                            |     |
|                | Sergueï Prikhodko (en)     | 46e |
|                | Nikolaï Vorobiov (en)      |     |
|                | Alekseï Stepanov (en)      | 76e |
|                | Guennadi Timofeïev (ru)    |     |
|                | Arkadi Afanassiev (ru)     |     |
|                | Nikolaï Larionov           |     |
|                | Sergueï Kouznetsov (en)    |     |
|                | Aleksandr Kanichtchev (en) |     |
|                | Oleg Salenko               | 76e |
|                | Sergueï Dmitriev           |     |
|                | Dmitri Barannik (en)       |     |
|                |                            |     |
| Remplaçants :  |                            |     |
|                | Sergueï Kopi               | 46e |
|                | Vladimir Klementiev (en)   | 76e |
|                | Boris Tchoukhlov (en)      | 76e |
|                |                            |     |
| Entraîneur :   |                            |     |
| Pavel Sadyrine |                            |     |